# Palazzo del Mago
Il Palazzo del Mago è uno storico edificio di Mantova, sito in Piazza San Leonardo, 1.

## Storia e descrizione
La costruzione risale al 1280 e in origine ospitava la chiesa e il convento delle monache cappuccine. Il nome evocativo deriverebbe dall'usanza della compilazione dei calendari religiosi, con annesso studio delle costellazioni per guidare la coltivazione delle erbe. Di questi calendari pare sia stata conservata un'unica copia, custodita nella Biblioteca Imperiale di Maria Teresa d'Austria e trasportata all'estero negli anni della dominazione straniera.
Nel corso dei secoli il convento subì vari incendi e devastazioni fino ad essere completamente abbandonato.  Nel 1783 il convento, già soppresso, viene destinato dall'imperatore Giuseppe II d'Asburgo-Lorena, come ricorda una lapide all'ingresso, ad ospitare il nuovo ospedale militare di Mantova. Il progetto di trasformazione fu affidato al capitano Giuseppe Walter della direzione del Genio militare. I lavori iniziarono nel 1785,  e si conclusero nel 1786. La chiesa preesistente venne mantenuta. Il nosocomio era in grado di accogliere fino a 1 500 pazienti.

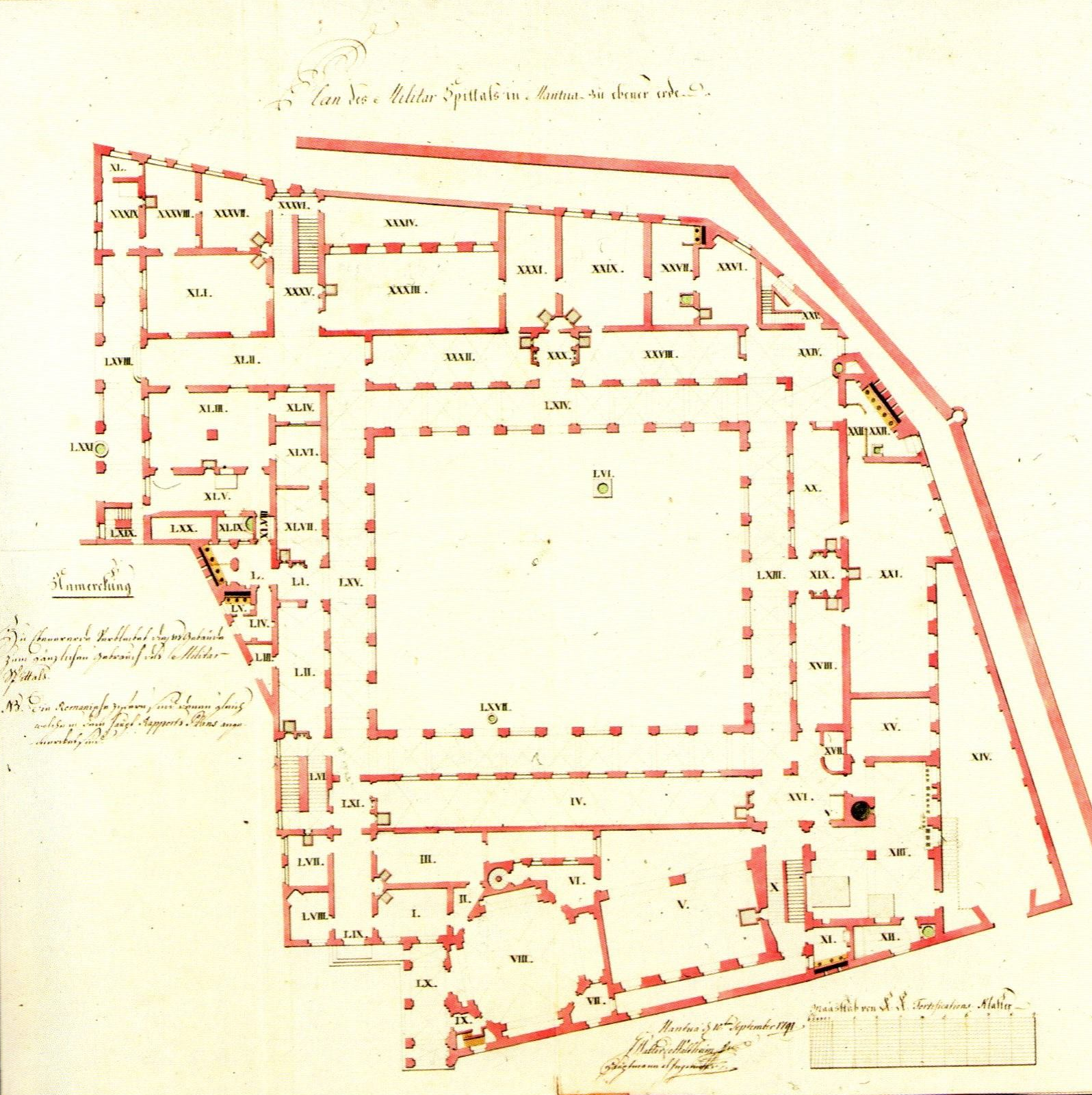
Rilievo del 1791 del pian terreno dell'Ospedale militare

Il primo intervento cardio-chirurgico della città è stato portato a termine proprio in questa struttura, ad opera di un medico austriaco. Inoltre, come ricorda Gaetano Susani ne La guida della città, i ricoverati potevano giovare di bagni salutari nelle acque del Lago di Mezzo. Lo stesso Susani attribuisce a Paolo Pozzo il progetto dell'Ospedale ma negli archivi non c'è traccia di un suo coinvolgimento se non in sede di delibera dell'appalto. Tuttavia, essendo le generali condizioni igienico-sanitarie molto carenti, vicino al sanatorio si stabilì il cimitero dei soldati.
Nei primi anni 90 del novecento l'edificio venne ristrutturato e convertito in Edilizia Residenziale Pubblica, ricavandone 84 alloggi
La vecchia cappella barocca, conosciuta come il Teatro delle Cappuccine è oggi sede di eventi e conferenze. Il resto del palazzo è adibito ad abitazioni di edilizia pubblica (gestite da Aster S.p.A.), il circolo Arci Virgilio, il Platan (storico club di tifosi mantovani) e il presidio mantovano di Slow Food.